# Orquestra do Amanhã
A Orquestra do Amanhã é um projeto realizado pelo Instituto Baccarelli desde 1996, quando foi iniciado pelo maestro Sílvio Baccarelli que sozinho procurou ajudar crianças e adolescentes da comunidade de Heliópolis. Neste ano a favela de Heliópolis, uma das maiores de São Paulo, havia sido atingida por um incêndio.
O objetivo do projeto é introduzir os alunos no universo sinfônico através de aulas para que se iniciem e prossigam aprimorando sua técnica. As aulas são dirigidas a instrumentos de uma orquestra como violino, contrabaixo, oboé, entre outros. As aulas de iniciação são coletivas e o aprimoramento é realizado individualmente. O projeto visa também formar grupos de música de câmara como grupos de violas, quintetos de sopro, quintetos de metais e atualmente conta com o patrocínio da Petrobrás.
Também são organizados ensaios coletivos e apresentações em público como forma de complementar a formação musical dos alunos. Em 2007 o projeto envolvia mais de 500 alunos.